# Entobdella rosaceus
Entobdella rosaceus är en plattmaskart. Entobdella rosaceus ingår i släktet Entobdella och familjen Capsalidae. Inga underarter finns listade i Catalogue of Life.